# Beverly B. Douglas

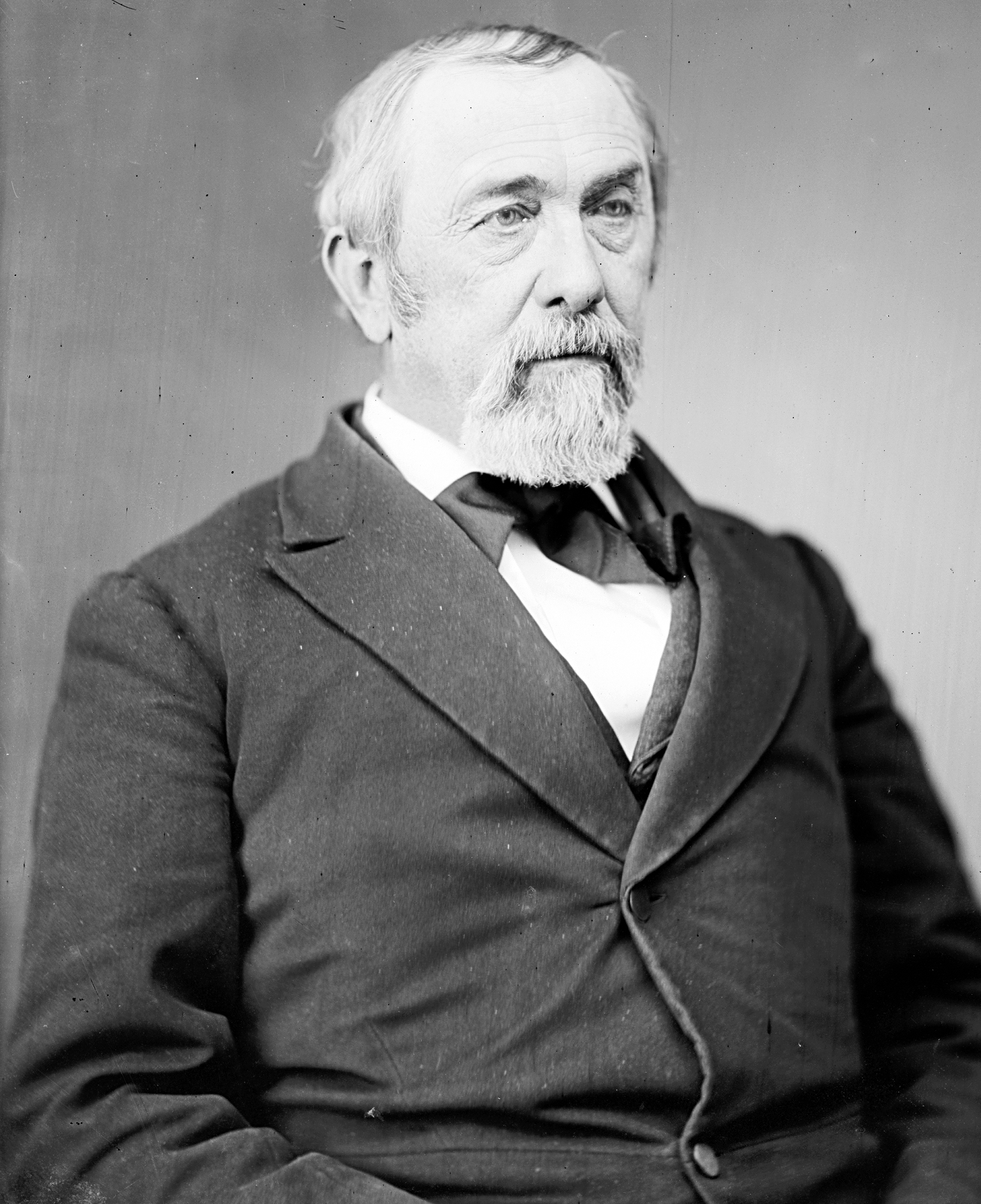
Beverly B. Douglas

Beverly Browne Douglas (* 21. Dezember 1822 in Providence Forge, New Kent County, Virginia; † 22. Dezember 1878 in Washington, D.C.) war ein US-amerikanischer Politiker. Zwischen 1875 und 1878 vertrat er den Bundesstaat Virginia im US-Repräsentantenhaus.

## Leben
Beverly Douglas besuchte die Rumford Academy im King William County, das College of William & Mary in Williamsburg, das Yale College und die University of Edinburgh in Schottland. Nach einem anschließenden Jurastudium am College of William & Mary und seiner 1844 erfolgten Zulassung als Rechtsanwalt begann er zunächst in Norfolk und dann im King William County in diesem Beruf zu arbeiten. Gleichzeitig schlug er als Mitglied der Demokratischen Partei eine politische Laufbahn ein. In den Jahren 1850 und 1851 nahm er als Delegierter an Versammlungen zur Überarbeitung der Verfassung von Virginia teil. Zwischen 1852 und 1865 gehörte Douglas dem Senat von Virginia an. Bei den Präsidentschaftswahlen des Jahres 1860 war er Wahlmann für John C. Breckinridge. Während des Bürgerkrieges stieg er im Heer der Konföderation bis zum Major auf.
Bei den Kongresswahlen des Jahres 1874 wurde Douglas im ersten Wahlbezirk von Virginia in das US-Repräsentantenhaus in Washington gewählt, wo er am 4. März 1875 die Nachfolge von James Beverley Sener antrat. Nach einer Wiederwahl konnte er bis zu seinem Tod am 22. Dezember 1878 im Kongress verbleiben. Er wurde auf dem Familienfriedhof im King William County beigesetzt.